# مردان شهرکی
مردان شهرکی، روستایی در دهستان قرقری بخش قرقری شهرستان هیرمند در استان سیستان و بلوچستان ایران است.

## جمعیت
بر پایه سرشماری عمومی نفوس و مسکن در سال ۱۳۹۵، جمعیت این روستا برابر با ۶۲ نفر (۱۷ خانوار) بوده‌است.